# Prokura
Prokura (wł. procura, z łac. procurare) – specjalny rodzaj pełnomocnictwa dla osoby fizycznej posiadającej pełną zdolność do czynności prawnych (prokurenta), którego udzielić może każdy przedsiębiorca, który podlega wpisowi do rejestru przedsiębiorców w Krajowym Rejestrze Sądowym albo Centralnej Ewidencji i Informacji o Działalności Gospodarczej. 
Prokura upoważnia do dokonywania czynności (sądowych i pozasądowych) związanych z prowadzeniem przedsiębiorstwa. Z czynności tych wyłączone jest zbywanie i obciążanie przedsiębiorstwa i nieruchomości, co do których konieczne jest pełnomocnictwo szczególne. 
Prokury nie można przenieść na inną osobę, prokurent może natomiast udzielić innej osobie pełnomocnictwa rodzajowego do określonej kategorii czynności albo szczególnego do poszczególnej czynności.
Podmioty uprawnione do udzielania prokury mogą także udzielać zwyczajnych pełnomocnictw.

## Rodzaje prokury
- prokura oddzielna (częściej określana jako samoistna lub samodzielna) – prokurent działa samodzielnie[1];
- prokura łączna – dla dokonania czynności prawnej konieczne jest współdziałanie wszystkich prokurentów.
- prokura łączna niewłaściwa – dla dokonania czynności konieczne jest współdziałanie prokurenta z inną osobą, która prokurentem nie jest (np. z członkiem zarządu, wspólnikiem).
- prokura oddziałowa – zakres umocowania prokurenta ograniczony jest do zakresu spraw wpisanych do rejestru oddziału przedsiębiorstwa.

## Powstanie, odwołanie i wygaśnięcie prokury
Prokura powstaje z chwilą jej udzielenia na piśmie pod rygorem nieważności, sam wpis do KRS ma jedynie charakter potwierdzenia.
W spółkach osobowych dla ustanowienia prokury konieczna jest zgoda wszystkich wspólników mających prawo prowadzenia spraw spółki, a w spółkach kapitałowych – zgoda wszystkich członków zarządu.
Rozliczenie wynagrodzenia prokurenta zależy od formy, na podstawie której wykonuje swoje obowiązki. Może to być np. umowa o pracę lub na podstawie uchwały organu zarządzającego. W przypadku zatrudnienia na umowę o pracę prokurent nabywa zgodnie z Kodeksem Pracy takie same uprawnienia jak każdy pracownik np. urlopy, wynagrodzenia i zasiłki chorobowe, prawo do wypowiedzenia i rozwiązania umowy. Od wynagrodzenia odliczane są składki ZUS w tym zdrowotna, zaliczka na podatek od płac, koszty uzyskania przychodów. 
Natomiast wynagrodzenie na podstawie uchwały o powołaniu podlega pod art. 20 ust. 1 ustawy o podatku dochodowym od osób fizycznych i stanowi tzw. Inne źródła przychodu. Wynagrodzenie otrzymywane w ramach takiej uchwały nie korzysta z kwoty wolnej od podatku oraz nie nalicza się w tym przypadku kosztów uzyskania przychodu.
Dla odwołania prokury wystarcza oświadczenie – odpowiednio – jednego wspólnika lub członka zarządu.
Prokura wygasa na skutek wykreślenia przedsiębiorcy z rejestru, a także ogłoszenia upadłości, otwarcia likwidacji oraz przekształcenia przedsiębiorcy oraz wraz ze śmiercią prokurenta (można zastrzec, że wraz ze śmiercią przedsiębiorcy prokurent stanie się zarządcą sukcesyjnym). Częściowa lub całkowita utrata przez przedsiębiorcę zdolności do czynności prawnych powoduje wygaśnięcie prokury. Od 15 marca 2018 r. powołanie kuratora w razie braku organu reprezentującego przedsiębiorcę będącego osobą prawną albo braku w jego składzie wywołuje ten sam skutek. W okresie kurateli nie jest możliwe ustanowienie prokury.
Prokura uregulowana jest obecnie w art. 1091 – 1099 Kodeksu cywilnego.

## Kwestia legalności prokury łącznej niewłaściwej
Sąd Najwyższy uchwałą składu 7 sędziów SN z dnia 30 stycznia 2015 r. (skuteczną do 31 grudnia 2016 r. włącznie) stwierdził, iż: Niedopuszczalny jest wpis do rejestru przedsiębiorców w Krajowym Rejestrze Sądowym jednego prokurenta z zastrzeżeniem, że może on działać tylko łącznie z członkiem zarządu. (sygn. III CZP 34/14). Tym samym jednoznacznie stwierdzono niedopuszczalność wówczas prokury łącznej nieprawidłowej. Uchwała stała się bezprzedmiotowa wobec wejścia w życie 1 stycznia 2017 r. ustawy o zmianie niektórych ustaw w celu poprawy otoczenia prawnego przedsiębiorców (Dz.U. z 2016 r. poz. 2255), która dopuściła ten rodzaj prokury.